# Parul Yadav
Parul Yadav, née le 5 juin 1989, est une actrice et productrice du cinéma indien qui travaille principalement dans les films kannada ainsi que dans quelques films malayalam et tamoul. Elle a fait ses débuts d'actrice dans le film tamoul Dreams (en) (2004), avec Dhanush et Diya (en). Lauréate du Filmfare Awards South de la meilleure actrice en kannada, en 2015, pour le film Aatagara (en), elle a également joué dans le film récent, Butterfly (en).

## Biographie
Parul Yadav fait ses débuts d'actrice dans le film tamoul Dreams (en) (2004), avec Dhanush et Diya (en). Elle passe à la télévision avec le feuilleton quotidien Bhagyavidhaata (en), diffusé sur Colors TV (en), depuis 2009. Elle participe ensuite à l'émission de téléréalité Comedy Ka Maha Muqabala (en) sur Star Plus, où elle représente l'équipe Raveena Ke Mohr.

## Filmographie

### Cinéma
| Année | Film                     | Rôle            | Langue    | Notes                                                                      |
| ----- | ------------------------ | --------------- | --------- | -------------------------------------------------------------------------- |
| 2004  | Dreams (en)              | Charu           | Tamoul    |                                                                            |
| 2005  | Krithyam (en)            | Sandra Punnoose | Malayalam |                                                                            |
| 2008  | Bullet (en)              | Gayathri        | Malayalam |                                                                            |
| 2008  | Bandhu Balaga (en)       | Rani            | Kannada   | Rôle secondaire                                                            |
| 2009  | Black Dalia (en)         | Linda D'Souza   | Malayalam |                                                                            |
| 2012  | Govindaya Namaha (en)    | Mumtaz          | Kannada   |                                                                            |
| 2012  | Nandeesha                | Sonia           | Kannada   |                                                                            |
| 2013  | Bachchan                 | Anjali          | Kannada   |                                                                            |
| 2013  | Shravani Subramanya (en) | Benne           | Kannada   | Apparition spéciale                                                        |
| 2014  | Shivajinagara            | Pavithra        | Kannada   |                                                                            |
| 2015  | Pulan Visaranai 2 (en)   | Sonya Varma     | Tamoul    |                                                                            |
| 2015  | Vaastu Prakaara (en)     | Nirmala         | Kannada   |                                                                            |
| 2015  | Uppi 2 (en)              | Sheela          | Kannada   | Caméo                                                                      |
| 2015  | Aatagara (en)            | Mallika         | Kannada   |                                                                            |
| 2016  | Killing Veerappan (en)   | Shreya          | Kannada   |                                                                            |
| 2016  | Jessie (en)              | Nandini         | Kannada   |                                                                            |
| 2018  | Seizer (en)              | Divya           | Kannada   |                                                                            |
| 2020  | Butterfly (en)           | Parvathi        | Kannada   | Productrice - Le film n'est pas encore sorti                               |
| 2020  | Paris Paris              | NC              | Tamoul    | Direct OTT sur Amazon Prime - Productrice - Le film n'est pas encore sorti |

### Télévision
- 2007 - Yes Boss (en) - SAB TV (en)
- 2009 – Bhagyavidhaata (en) – Colors (en)
- 2011 – Comedy Ka Maha Muqabala (en) – Star Plus
- 2015 - Darr Sabko Lagta Hai (en) (épisode neuf) - &TV